# سارازن

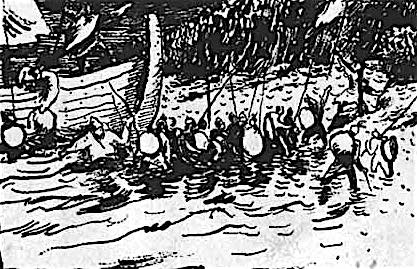
سارازن‌ها درحال ورود به خشکی، ۹۱۵ میلادی

سارازن یا ساراسن (به انگلیسی: Saracen) نامی بود که اروپاییان در سده‌های میانه برای مسلمانان عرب و پس از آن برای اشاره به همهٔ مسلمان‌ها به‌کار می‌بردند.